# Mtsamboro (eiland)
Het eiland Mtsamboro, lokaal Chissioua Mtsamboro genaamd ('chissioua' betekent 'eiland'), is een onbewoond eiland, 4,6 kilometer ten noordwesten van het hoofdeiland van het Franse overzeese departement Mayotte, in de Straat van Mozambique. Geografisch gezien behoort het eiland tot de Comoren, staatkundig behoort het tot de gemeente Mtsamboro die deel uit maakt van Mayotte.
Chissiou Mtsamboro is bergachtig. De hoogste top is 273 meter hoog.
Met zijn witte zandstranden is het eilandje een toeristische trekpleister.

## Bewoning
Het eiland is nooit officieel bewoond geweest, maar in het verleden zijn er wel citrusplantages geweest.
Langs het beschut gelegen strand aan de zuidwestzijde bevinden zich tal van hutten, en vissers wonen er vaak tijdelijk. Sinds 2011 wordt het eiland aangedaan door grote hoeveelheden illegale immigranten die hier vanuit de Comoren of het Afrikaanse vasteland terecht kwamen. Zij hebben veel bos gekapt en daar bananen en cassave geplant, wat heeft geleid tot aanzienlijke erosie.